# Lomatium
Genre
Lomatium est un genre de plantes à fleurs de la famille des Apiaceae. Il comprend une centaine d'espèces toutes endémiques d'Amérique du Nord.

## Description

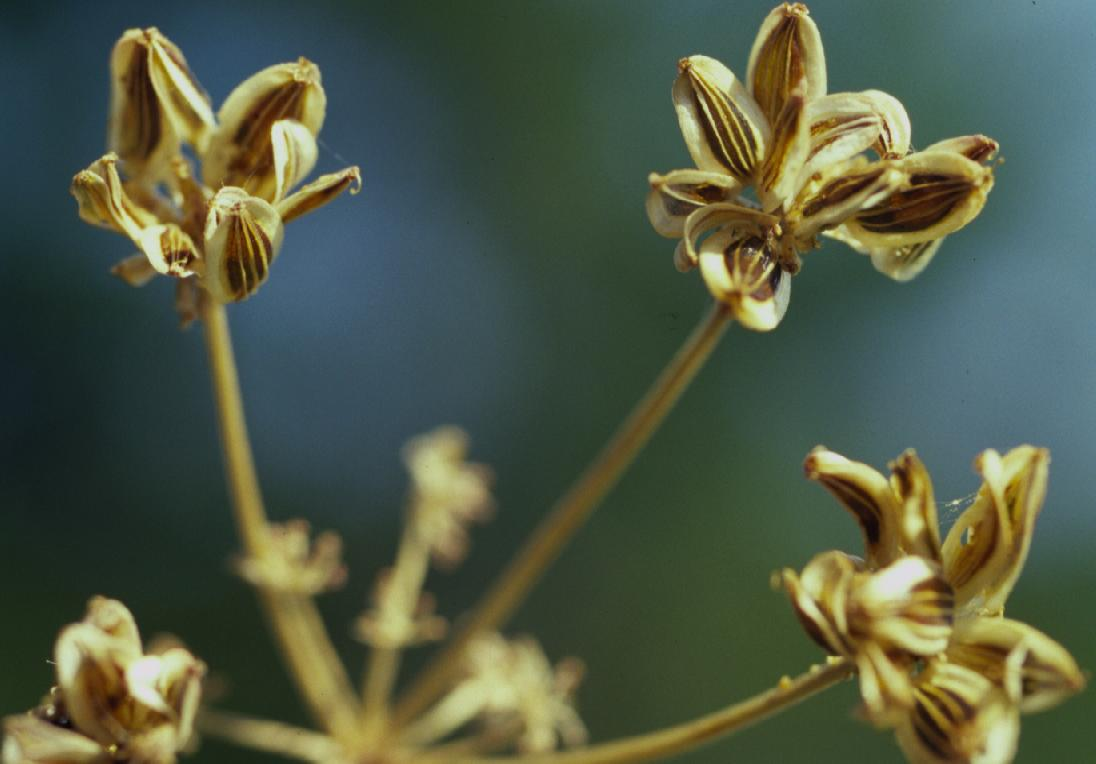
Fruits de Lomatium ambiguum.

Ce sont des vivaces acaulescentes issues d'une racine verticale épaissie, avec plusieurs feuilles basales pennées ou ternées pennées décomposées.

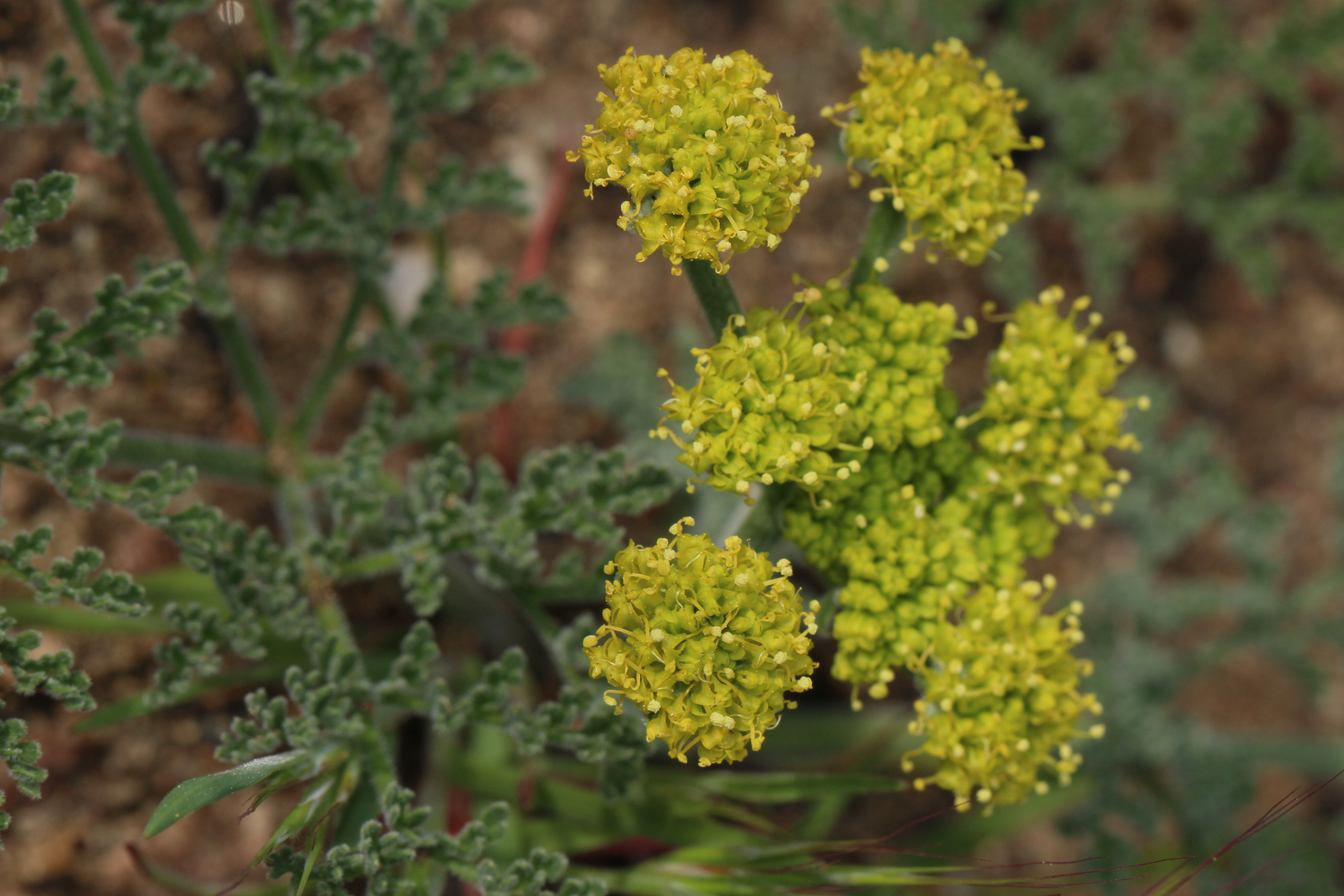
Fleurs de Lomatium mohavense.

Le fruit est oblong à suborbiculaire, fortement aplati dorsalement, les côtes latérales avec des ailes plates bien visibles, les autres minces ; le carpophore est bifide à la base. Les fleurs sont disposées en ombelles composées, avec plusieurs à de nombreux rayons généralement inégaux ; les involucres sont minuscules ou inexistantes ; les ombellules sont densément nombreuses ; les bractées sont toutes sur la face externe de l'ombellule, souvent connées ; les sépales sont minuscules ou inexistantes ; les pétales sont jaune ou blanc (ou rosâtre) ; le stylopode est à peine développé.

## Liste des espèces
Selon GBIF (22 juin 2021) :
- Lomatium alatum

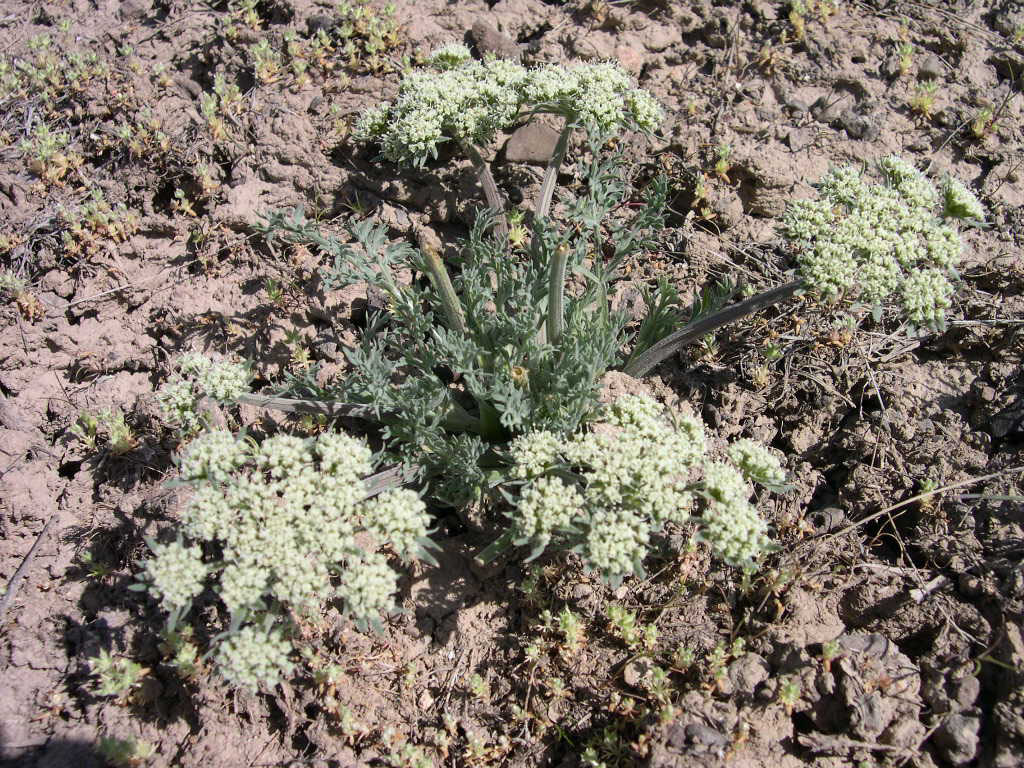
Lomatium macrocarpum.

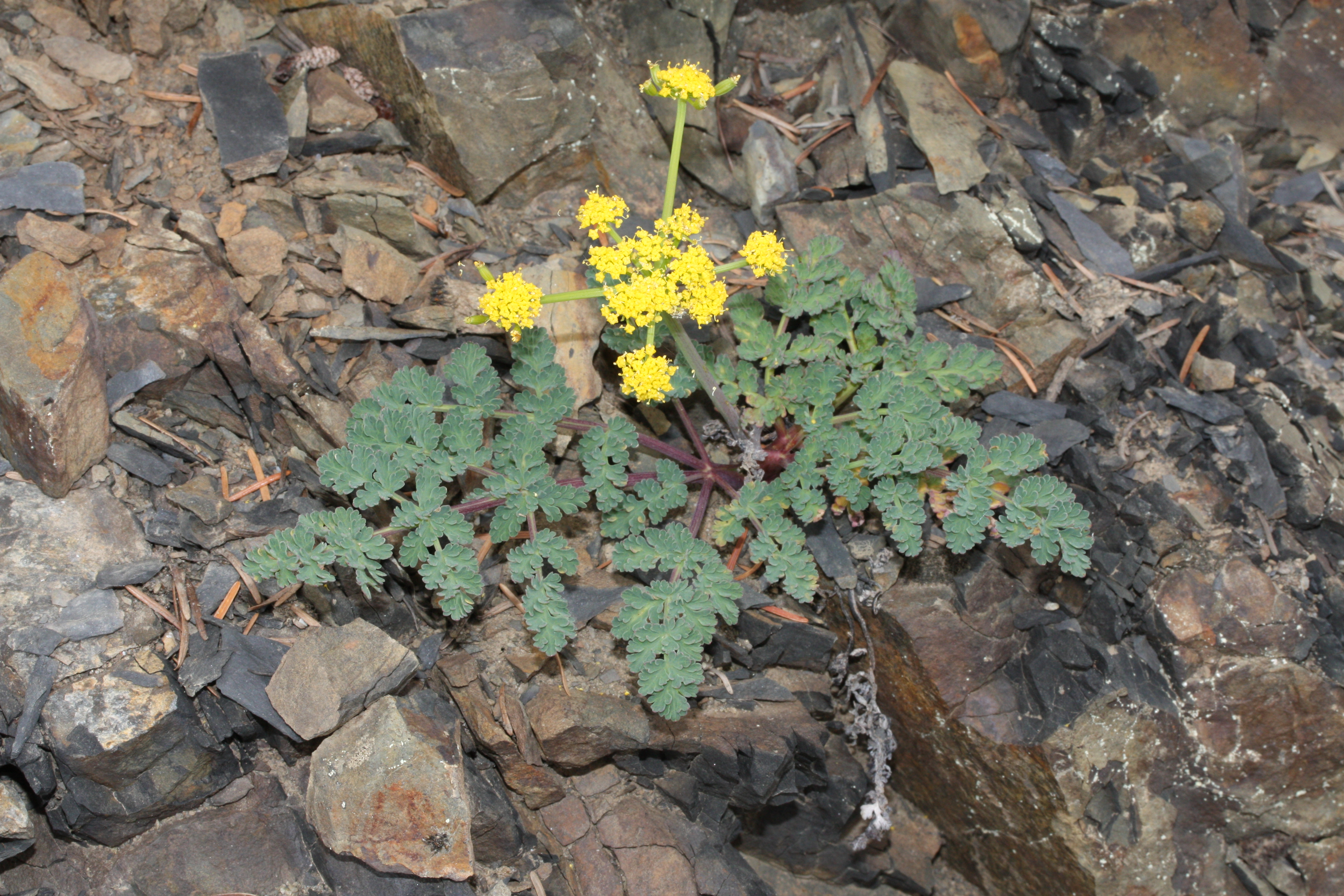
Lomatium martindalei.

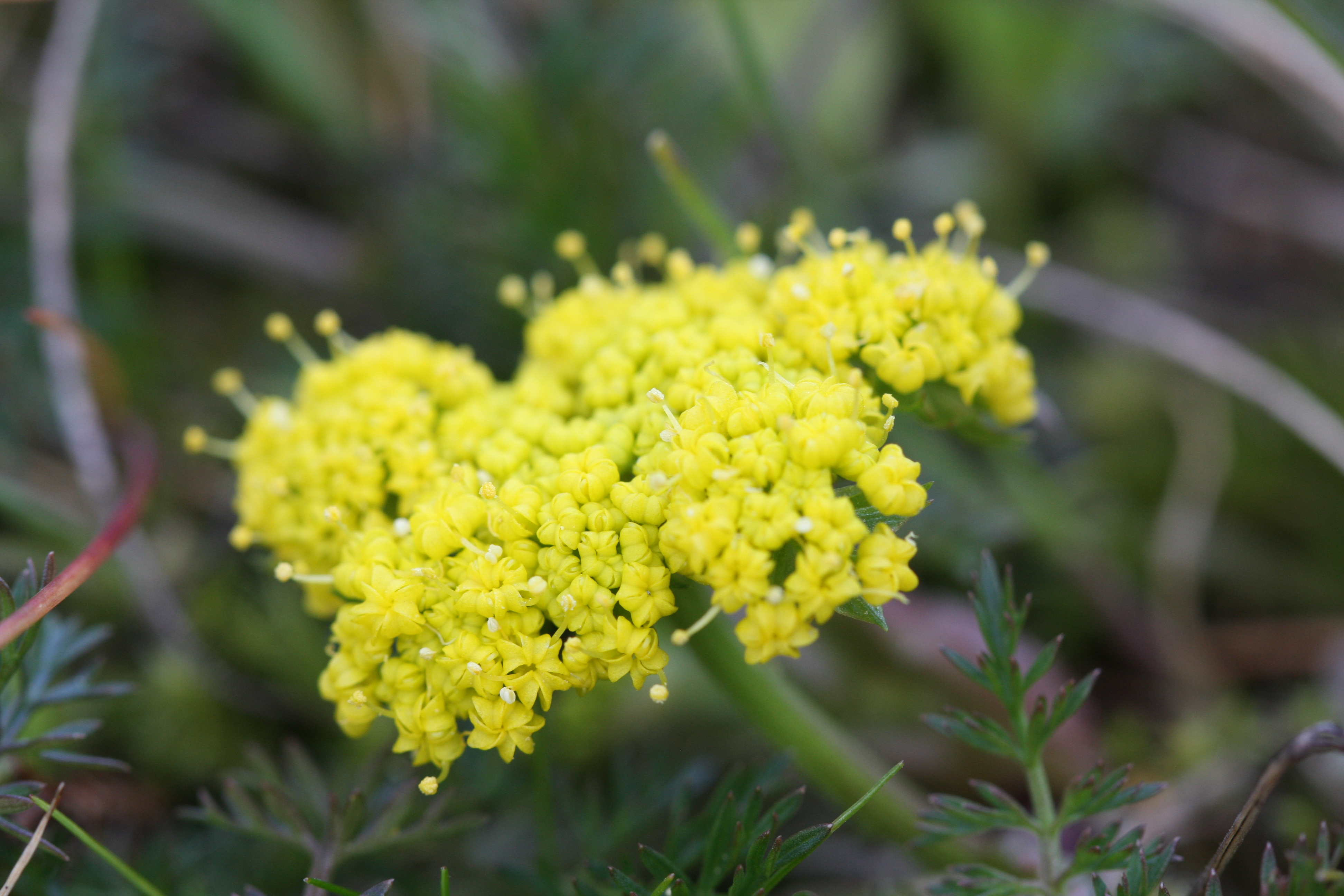
Lomatium utriculatum.

- Lomatium alpinum (J.M.Coult. & Rose) J.F.Macbr.
- Lomatium ambiguum (Nutt.) J.M.Coult. & Rose
- Lomatium andrusianum M.Stevens & Mansfield
- Lomatium athamantoides Raf.
- Lomatium attenuatum Evert
- Lomatium austiniae (J.M.Coult. & Rose) J.M.Coult. & Rose
- Lomatium bentonitum K.M.Carlson & Mansfield
- Lomatium bicolor (S.Watson) J.M.Coult. & Rose
- Lomatium bradshawii (Rose ex Mathias) Mathias & Constance
- Lomatium brandegeei (J.M.Coult. & Rose) J.F.Macbr.
- Lomatium brunsfeldianum Kemper & R.P.Mc Neill
- Lomatium californicum (Nutt. ex Torr. & Gray) Mathias & Constance
- Lomatium canbyi (J.M.Coult. & Rose) J.M.Coult. & Rose
- Lomatium caruifolium (Hook. & Arn.) J.M.Coult. & Rose
- Lomatium chandleri (M.E.Jones) J.F.Macbr.
- Lomatium ciliolatum Jeps.
- Lomatium columbianum Mathias & Constance
- Lomatium concinnum (Osterh.) Mathias
- Lomatium congdonii J.M.Coult. & Rose
- Lomatium cookii Kagan
- Lomatium cous (S.Watson) J.M.Coult. & Rose
- Lomatium cusickii (S.Watson) J.M.Coult. & Rose
- Lomatium cuspidatum (J.M.Coult. & Rose) Mathias & Constance
- Lomatium dasycarpum (Torr. & Gray) J.M.Coult. & Rose
- Lomatium depauperatum (M.E.Jones) J.A.Alexander & Whaley
- Lomatium dissectum (Nutt. ex Torr. & Gray) Mathias & Constance
- Lomatium donnellii (J.M.Coult. & Rose) J.M.Coult. & Rose
- Lomatium eastwoodiae (J.M.Coult. & Rose) J.F.Macbr.
- Lomatium engelmannii Mathias
- Lomatium erythrocarpum Meinke & Constance
- Lomatium farinosum (Geyer) J.M.Coult. & Rose
- Lomatium filicinum (M.E.Jones) Mansfield & M.Stevens
- Lomatium foeniculaceum (Nutt.) J.M.Coult. & Rose
- Lomatium fusiformis (S.Watson) J.F.Sm. & Mansfield
- Lomatium geyeri (S.Watson) J.M.Coult. & Rose
- Lomatium gormanii (Howell) J.M.Coult. & Rose
- Lomatium graveolens (S.Watson) Dorn & R.L.Hartm.
- Lomatium grayi (J.M.Coult. & Rose) J.M.Coult. & Rose
- Lomatium greenmanii Mathias
- Lomatium hallii (S.Watson) J.M.Coult. & Rose
- Lomatium hendersonii (J.M.Coult. & Rose) J.M.Coult. & Rose
- Lomatium hooveri (Mathias & Constance) Constance & Ertter
- Lomatium howellii (S.Watson) Jeps.
- Lomatium idahoense Mathias & Constance
- Lomatium insulare (Eastw.) Munz
- Lomatium jonesii J.M.Coult. & Rose
- Lomatium junceum Barneby & N.H.Holmgren
- Lomatium juniperinum (M.E.Jones) J.M.Coult. & Rose
- Lomatium klickitatense J.A.Alexander & Whaley
- Lomatium knokei Darrach
- Lomatium kogholinii K.M.Mason & E.Willie
- Lomatium laevigatum (Nutt.) J.M.Coult. & Rose
- Lomatium latilobum (Rydb.) Mathias
- Lomatium linearifolium (S.Watson) J.F.Sm. & Mansfield
- Lomatium lithosolamans J.F.Sm. & Feist
- Lomatium lucidum (Nutt.) Jeps.
- Lomatium macrocarpum (Hook. & Arn.) J.M.Coult. & Rose
- Lomatium marginatum (Benth.) J.M.Coult. & Rose
- Lomatium martindalei (J.M.Coult. & Rose) J.M.Coult. & Rose
- Lomatium minimum (Mathias) Mathias
- Lomatium minus (Rose ex Howell) Mathias & Constance
- Lomatium mohavense (J.M.Coult. & Rose) J.M.Coult. & Rose
- Lomatium multifidum (Nutt.) R.P.Mc Neill & Darrach
- Lomatium nevadense (S.Watson) J.M.Coult. & Rose
- Lomatium nudicaule (Pursh) J.M.Coult. & Rose
- Lomatium nuttallii (A.Gray) J.F.Macbr.
- Lomatium observatorium Constance & Ertter
- Lomatium ochocense Helliwell & Constance
- Lomatium ochoense Helliwell & Constance
- Lomatium oreganum J.M.Coult. & Rose
- Lomatium orientale J.M.Coult. & Rose
- Lomatium packardiae Cronquist
- Lomatium papilioniferum J.A.Alexander & Whaley
- Lomatium parryi (S.Watson) J.F.Macbr.
- Lomatium parvifolium (Hook. & Arn.) Jeps.
- Lomatium pastorale Darrach & D.H.Wagner
- Lomatium pastoralis Darrach & D.H.Wagner
- Lomatium peckianum Mathias & Constance
- Lomatium piperi J.M.Coult. & Rose
- Lomatium planosum (Osterh.) Mansfield & S.R.Downie
- Lomatium platyphyllum J.M.Coult. & Rose
- Lomatium quintuplex Schlessman & Constance
- Lomatium ravenii Mathias & Constance
- Lomatium repostum (Jeps.) Mathias
- Lomatium rigidum (M.E.Jones) Jeps.
- Lomatium robustius (J.M.Coult. & Rose) J.M.Coult. & Rose
- Lomatium rollinsii Mathias & Constance
- Lomatium roneorum Darrach
- Lomatium roseanum Cronquist
- Lomatium salmoniflorum (J.M.Coult. & Rose) Mathias & Constance
- Lomatium sandbergii (J.M.Coult. & Rose) J.M.Coult. & Rose
- Lomatium scabrum (J.M.Coult. & Rose) Mathias
- Lomatium semisepultum Peck
- Lomatium serpentinum (M.E.Jones) Mathias
- Lomatium shevockii R.L.Hartm. & Constance
- Lomatium simplex (Nutt.) J.F.Macbr.
- Lomatium stebbinsii Schlessman & Constance
- Lomatium suksdorfii (S.Watson) J.M.Coult. & Rose
- Lomatium swingerae Mc Neill
- Lomatium swingerae R.P.McNeill
- Lomatium tamanitchii Darrach & Thie
- Lomatium tarantuloides Darrach & Hinchliff
- Lomatium tenuissimum (Geyer ex Hook.) Feist & G.M.Plunkett
- Lomatium thompsonii (Mathias) Cronquist
- Lomatium torreyi (J.M.Coult. & Rose) J.M.Coult. & Rose
- Lomatium tracyi Mathias & Constance
- Lomatium triternatum (Pursh) J.M.Coult. & Rose
- Lomatium tuberosum Hoover
- Lomatium utriculatum (Nutt. ex Torr. & Gray) J.M.Coult. & Rose
- Lomatium vaginatum J.M.Coult. & Rose
- Lomatium watsonii J.M.Coult. & Rose

## Systématique
Le nom scientifique de ce taxon est Lomatium, choisi en 1819 par le botaniste Constantin Rafinesque, pour l'espèce type Lomatium villosum.
Les genres suivants sont synonymes de Lomatium selon GBIF (22 juin 2021) :
- Cogswellia Spreng.
- Cusickia M.E.Jones
- Cynomarathrum Nutt. ex Coult. & Rose
- Leptotaenia Nutt.
- Orogenia S.Watson